# Leptodiadema
Leptodiadema is een geslacht van zee-egels uit de familie Diadematidae.

## Soorten
- Leptodiadema purpureum A. Agassiz & H.L. Clark, 1907